# Добужинский, Всеволод Мстиславович
Все́волод Мстисла́вович Добужи́нский (31 января 1906, Санкт-Петербург, Российская империя — 26 августа 1998, Нью-Йорк, США) — русский и литовский график и сценограф.

## Биография
Сын художника Мстислава Добужинского и пианистки Елизаветы Осиповны Добужинской. В 1924 году окончил гимназию в Петрограде и с родителями переселился в Литву. В 1926 — 1930 годах учился в Берлине. В 1930 — 1937 годах работал сценографом в Государственном театре в Каунасе. Часто помогал отцу в театрально-декорационной работе. В 1939 году переселился в Нью-Йорк. Работал художником на промышленных фирмах. Работы представленны в музее Чюрлёниса и в Литовском музее театра, музыки и кино.